# 黃適超
黃適超（1961年4月15日—），畢業於中華大學科技管理研究所。台灣政治人物，民主進步黨新潮流系成員，出生於宜蘭縣。黃適超在1998年至2018年間連續當選為第14－18屆宜蘭縣議員，並曾在陳金德代理縣長任期期間擔任宜蘭縣副縣長。

## 政治生涯
1998年，黃適超首次代表民主進步黨在宜蘭縣第七選舉區參選第14屆宜蘭縣議員，並以22.95%得票率名列第一。其後他在第15屆至第18屆連任四次並完成五個任期。
黃於2018年獲時任宜蘭縣代理縣長、同屬民進黨籍的陳金德指定為宜蘭縣副縣長，並卸任縣議員職務。他在2018年7月16日宣佈辭任副縣長職務，並不再競逐連任縣議員，改由妻子蔡金惠以無黨籍身份出選同一選區的縣議員選舉。
2022年，黃適超宣佈參與羅東鎮鎮長黨內初選，並代表民進黨出選同年年底舉行的羅東鎮鎮長選舉，但未當選。